# Vemma
Die Vemma Nutrition Company (kurz Vemma) ist ein US-amerikanisches Multi-Level-Marketing-Unternehmen, das 2004 gegründet wurde. Zu den Produkten des Unternehmens gehören Energydrinks und Nahrungsergänzungsmittel. In die Kritik geriet Vemma, da dem Unternehmen von verschiedenen Seiten vorgeworfen wird, ein illegales Schneeballsystem zu betreiben.

## Unternehmensgeschichte
Vemma wurde 2004 von Benson K. Boreyko sowie seinen Schwestern Karen Boreyko und Lauren Boreyko gegründet. Der Name des Unternehmens ist ein Akronym aus vitamins, essential minerals, mangosteen, aloe (zu Deutsch Vitamine, essentielle Mineralstoffe, Mangostan und Aloe). Der Mangostanfrucht spricht das Unternehmen eine besonders gesundheitsfördernde Wirkung zu. Dies ist jedoch umstritten.
2011 wurde Vemma mit dem Unternehmen New Vision verschmolzen. New Vision war ein Hersteller von Nahrungsergänzungsmitteln, der im Jahre 1994 ebenfalls von Benson K. Boreyko gegründet wurde.
In den Jahren 2013 und 2014 erzielte das Unternehmen jeweils einen Umsatz von über 200 Millionen US-Dollar. Das Unternehmen war bis ins Jahr 2015 in über 50 Ländern weltweit vertreten, inklusive Europa, wo das Unternehmen durch die Vemma Europe Ltd mit Sitz in Irland auftrat.
Im August 2015 wurde der Vertrieb des Unternehmens von der Federal Trade Commission (FTC) wegen des Verdachts auf ein illegales Pyramidensystem zunächst stillgelegt und später unter starken Auflagen wieder eröffnet. So durfte das Unternehmen zeitweise keine neuen Vertriebspartner anwerben. Vemma stellte daraufhin unter Aufsicht des Gerichtes einen mit dem Gesetz kompatiblen Geschäftsplan vor. Infolge der Auseinandersetzung und der damit verbundenen Auflagen brachen die Umsätze des Unternehmens stark ein. Ebenfalls beschränkte das Unternehmen seine Geschäftsaktivitäten daraufhin auf die Vereinigten Staaten und Kanada. Niederlassungen in anderen Ländern wurden geschlossen. In einem abschließenden Urteil im Jahre 2016 wurde Vemma zudem zur Zahlung von 238 Millionen Dollar verurteilt und dem Unternehmen wurden auf Rekrutierung ausgerichtete Geschäftspraktiken untersagt.

## Geschäftsmodell
Vemma verkauft seine Produkte ausschließlich über die eigene Webseite. Insbesondere der Verkauf des Energydrinks Verve! wird jedoch meist über unabhängige Vertriebspartner vermittelt, die vom Unternehmen als Affiliates bezeichnet werden. Die Vertriebspartner erhalten Prämien für das Vermitteln von Verkäufen und können selbst weitere Vertriebspartner anwerben, an deren Verkaufsvermittlungen sie ebenfalls mitverdienen können. Um Anspruch auf Prämien und Provisionen für die vermittelten Verkäufe zu erlangen, muss durch eigene Bestellungen oder durch die Bestellungen angeworbener Kunden bzw. Vertriebspartner monatlich ein gewisser Mindestumsatz erwirtschaftet werden. Zusätzlich muss durch eine in den Jahren 2015/2016 ausgearbeitete Neuregelung ein Vertriebspartner mindestens die Hälfte der Produkte an Kunden verkaufen, die reine Konsumenten sind und nicht selbst als Vertriebspartner agieren, um Anspruch auf die Prämien zu erhalten.
Vemma bezeichnet sein Geschäftsmodell als Multi-Level-Marketing oder Affiliate-Marketing. Die Zahl der Vertriebspartner lag im September 2015 bei etwa 400.000 weltweit, ist jedoch durch den Rechtsstreit mit der FTC stark zurückgegangen.
Das Marketing-Konzept richtet sich vor allem an junge Erwachsene, die sowohl als Kunden als auch als Vertriebspartner geworben werden. Vemma nutzt hierfür den Slogan „YPR – Young People Revolution“.

## Produkte
Derzeit gibt es die folgenden Produktlinien:
- Vemma (Nahrungsergänzungsmittel)
- Verve! (Koffeinhaltige Energydrinks)
- bod•ē (Eiweißhaltiges Nahrungsergänzungsmittel)
- Thirst (Sportgetränk)

## Kontroversen

### Illegales Schneeballsystem
Im März 2014 wurde Vemma von der italienischen Wettbewerbsbehörde zu einer Zahlung von 100.000 Euro verurteilt, da die Wettbewerbsbehörde in dem Vertriebsmodell ein illegales Pyramidensystem sah. Vorausgegangen waren zahlreiche Beschwerden von Konsumenten.
Die Arbeitskammer Vorarlberg in Österreich sprach im August 2014 eine Warnung vor Vemma aus und bezeichnete das Geschäftsmodell als Pyramidensystem, da sich die hohen Anfangsinvestitionen nur schwer wieder einnehmen ließen und vor allem jüngere Menschen mit unrealistischen Gewinnversprechen gelockt würden. Vemma räumte daraufhin ein Fehlverhalten einzelner Partner ein, die mit „völlig falschen Versprechungen“ geworben hätten. Die Arbeitskammer Vorarlberg sieht jedoch ein systematisches Problem, das nicht nur auf das Fehlverhalten einzelner Partner zurückzuführen sei.
Auch in Deutschland wurde im April 2015 von Verbraucherschützern und Rechtsanwälten der Vorwurf erhoben, bei dem Vertriebsmodell handele es sich um ein illegales Schneeball- bzw. Pyramidensystem. Die Geschäftsführung von Vemma bestreitet dies und spricht stattdessen von einem legalen Netzwerk-Marketing. Eine von Vemma eingeholte Stellungnahme eines Rechtsanwaltes kommt zu dem Ergebnis, dass das Vertriebssystem keine Merkmale eines Schneeballsystems aufweise.
Im August 2015 wurde bekannt, dass auch in der Schweiz Ermittlungen aufgrund unlauterer Geschäftsmethoden durchgeführt werden. Das Staatssekretariat für Wirtschaft reichte Ende Oktober 2014 eine Strafanzeige wegen des Verdachts auf ein unerlaubtes Schneeballsystem ein.
Die FTC, die das Unternehmen im August 2015 zeitweise stilllegte, warf Vemma das Betreiben eines illegalen Pyramidensystems vor und argumentierte, Vemma hätte sich stärker auf das Anwerben vor allem jüngerer Vertriebspartner fokussiert als auf den Verkauf der eigenen Produkte. Für einen Großteil der Vertriebspartner sei dies jedoch letztendlich ein Verlustgeschäft gewesen.

### Überdosis an Vitaminzusätzen
Von Seiten der Verbraucherzentralen wird zudem davor gewarnt, dass manche Produkte von Vemma hohe Dosen an Vitamin-Zusätzen enthalten. Diese seien in zu hohen Mengen gesundheitsschädlich (vgl. Hypervitaminose).

### Falsche Werbeaussagen
Das Unternehmen New Vision, welches später mit Vemma verschmolzen wurde, behauptete, die eigenen Produkte könnten ADHS heilen. Dies hatte im Jahre 1999 eine Beschwerde der Federal Trade Commission zur Folge.
Im Oktober 2014 wurde im US-Bundesstaat New York eine Klage gegen Vemma aufgrund falscher Werbeaussagen eingereicht. Nach Ansicht der Kläger würde Vemma seinen Produkten eine durch klinische Studien belegte medizinische Wirkung zusprechen. Tatsächlich würden jedoch keine Studien existieren, die eine derartige Wirkung belegten.